# Klaus Gebhardt
Klaus Gebhardt (* 2. August 1962) ist ein ehemaliger deutscher Fußballspieler.

## Sportlicher Werdegang
Gebhardt entstammt der Jugend der SpVgg Bayreuth, im April 1982 debütierte er unter Trainer Lothar Emmerich bei einer 1:3-Auswärtsniederlage bei Hannover 96 in der zweitklassig antretenden Wettkampfmannschaft, die am Tabellenende stand. Nach dem Abstieg am Ende der Zweitligasaison 1981/82 etablierte er sich in der drittklassigen Baynerliga in der Stammelf. In der Spielzeit 1984/85 wurde er mit dem Klub bayerischer Meister, in der Aufstiegsrunde setzte sich die Mannschaft gegen Viktoria Aschaffenburg, FSV Salmrohr und den SV Sandhausen trotz insgesamt negativer Tordifferenz als Tabellenführer durch. In der Zweitligaspielzeit 1985/86 war er mit 37 Saisoneinsätzen Dauerbrenner, die Mannschaft verpasste jedoch den Klassenerhalt. In der Spielzeit 1986/87 gelang ihm als Absteiger die Drittligameisterschaft, in der Aufstiegsrunde gelang hinter Kickers Offenbach erneut mit negativer Tordifferent auf dem zweiten Platz vor Eintracht Trier und abermals dem SV Sandhausen der direkte Wiederaufstieg. In den folgenden beiden Zweitligaspielzeiten stieg der Klub jeweils sportlich ab, profitierte aber von Lizenzentzügen bei der Konkurrenz: am Ende der Zweitligasaison 1987/88 betraf es Rot-Weiß Oberhausen, am Ende der folgenden Spielzeit Kickers Offenbach. Die Spielzeit 1989/90 beendete Gebhardt mit dem Klub auf dem drittletzten Tabellenrang und stieg in die Bayernliga ab. Nach einem anschließenden Umbruch in der Mannschaft – unter anderem verließen Günther Stockinger, Armin Veh, Markus von Aufseß und Jörg Wolff den Klub – rutschte der Verein in der Bayernligaspielzeit 1990/91 als Absteiger auch in der dritten Liga in den Klassenkampf. Erst in der Relegation gegen den FC Gundelfingen erreichte Gebhardts Mannschaft durch einen 1:0-Sieg gegen den VfL Frohnlach durch ein Tor von Heinz Schneider sowie einen klaren 3:0-Erfolg durch Treffer von erneut Heinz Schneider, Michael Glowatzky und Stefan Ruscher den Klassenerhalt. Ab der Spielzeit 1992/93 rutschte Gebhardt zeitweise ins zweite Glied, nach der verpassten Qualifikation für die neu eingeführte Regionalliga Süd am Ende der Spielzeit 1993/94 beendete er seine aktive Laufbahn.
Später war Gebhardt als Trainer im unterklassigen Amateurbereich tätig.